# Middelste zilverreiger
De middelste zilverreiger  (Ardea intermedia, synoniem: Egretta intermedia) is een vogel uit de familie van de reigers. De vogel werd in 1829 door de Duitse dierkundige  Johann Georg Wagler als aparte soort beschreven. Later werden de geelsnavelzilverreiger en de pluimzilvereiger als ondersoorten van deze soort beschouwd.

## Kenmerken
De vogel is 56 tot 72 cm lang, qua formaat zit de middelste zilverreiger (zoals de naam al aangeeft) tussen de grote en de kleine zilverreiger in, met dien verstande dat zijn grootte dichter bij die van de grote zilverreiger (80 tot 104 cm) komt. Deze zilverreiger is geheel wit en draagt in de broedtijd sierveren op de rug en borst. De snavel is zwart (onvolwassen vogels) of (buiten de broedtijd) geel met zwarte punt en zwarte bovensnavel. 

## Verspreiding en leefgebied
De middelste zilverreiger komt voor in van India tot Japan en op de Grote Soenda-eilanden. Het is een vogel van draslanden, kustgebieden en drasland in heuvels tot op 1450 meter boven zeeniveau.

## Status
De middelste zilverreiger heeft een groot verspreidingsgebied en daardoor alleen al is de kans op uitsterven gering. De grootte van de populatie is niet gekwantificeerd, wel is bekend dat de aantallen achteruit gaan. Echter, het tempo ligt onder de 30% in tien jaar (minder dan 3,5% per jaar). Om deze redenen staat de soort zilverreiger als niet bedreigd op de Rode Lijst van de IUCN.